# Т-64А
Т-64А (индекс ГБТУ — Объект 434) — советский средний и основной танк, разработанный в начале 1960-х годов в Харьковском конструкторском бюро по машиностроению. 
Т-64А принят на вооружение Советской армии ВС СССР Постановлением ЦК КПСС и Совета Министров СССР, от 20 мая 1968 года, этим же постановлением танку было присвоено обозначение Т-64А. 22 января 1973 года вышел приказ Министра обороны СССР № 021 о принятии на вооружение танков Т-64А и Т-64АК (командирский вариант Т-64А). Т-64А и его модификации серийно производились с 1969 года параллельно со средними и основными танками Т-55, Т-62 и Т-64. Первоначально при проектировании имел обозначение «Танк Т-64 с гладкоствольной пушкой Д-81».

## История создания

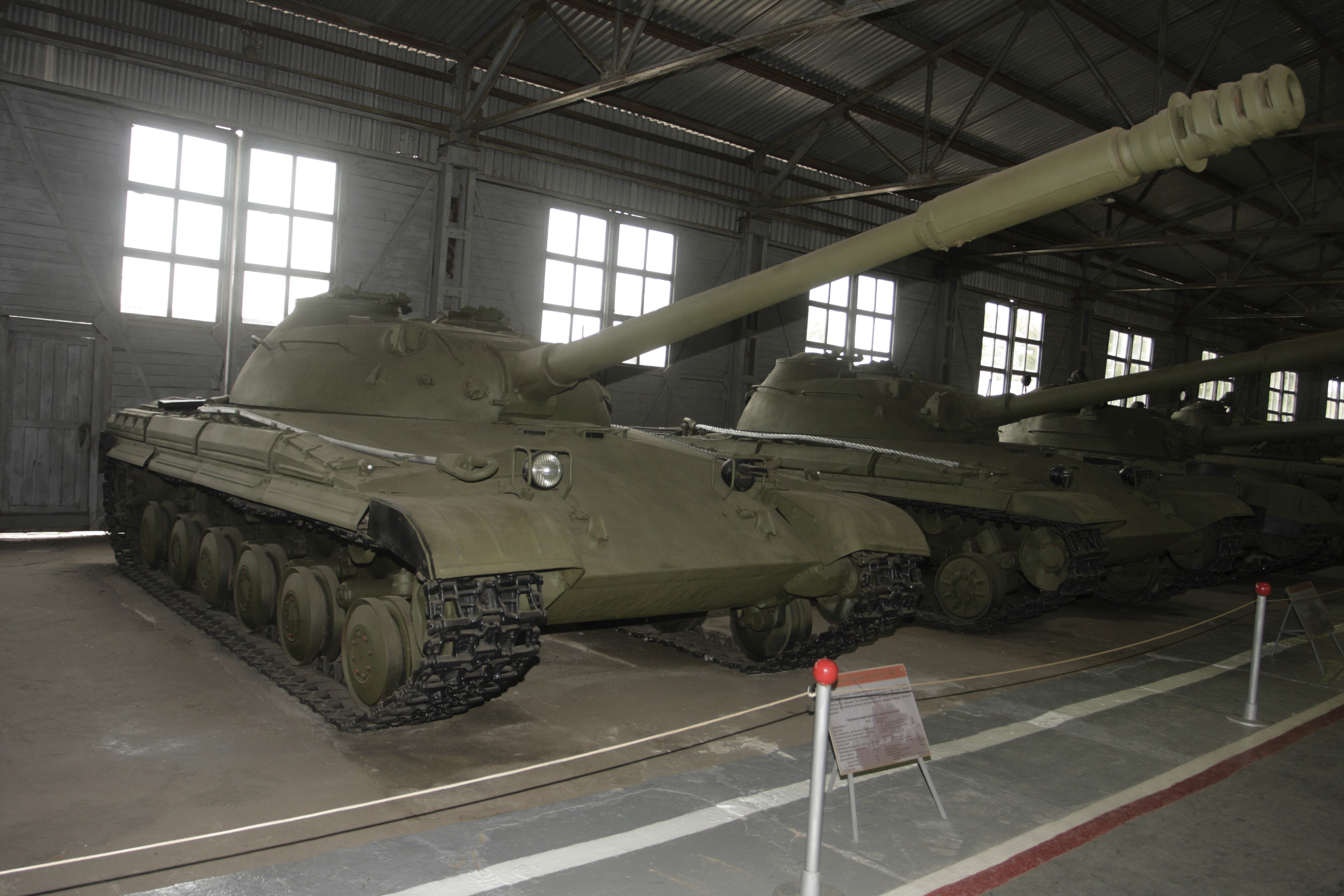
Объект 430. Прототип Т-64
в бронетанковом музее в Кубинке

В 1963 году была начата работа по дальнейшему совершенствованию конструкции «Объекта 432» (будущий Т-64) и повышению его характеристик путём установки 125-мм гладкоствольной пушки, машина получила обозначение «Объект 434».
Сам Т-64 имел гладкоствольную пушку калибра 115 мм и спаренный 7,62-мм пулемёт ПКТ. На нём впервые в мире применили автомат заряжания орудия с выбором типа снарядов, что позволило сократить экипаж, убрав из него заряжающего; экипаж танка состоял из трёх человек. На танке впервые в СССР был установлен оптический стереоскопический дальномер, использовавшийся на опытных американских танках со Второй мировой, а на серийном M47 — с 1951 г. (на модификации Т-64Б по образцу танка «Чифтен» заменён квантовым, то есть лазерным). Броня танка впервые в мире стала комбинированной, чтобы повысить защищённость от кумулятивных снарядов и новых видов снарядов с деформируемой головной частью и пластичным взрывчатым веществом. Ходовая часть снаружи получила защитные поворотные щиты с той же целью. С танка в связи с представлявшейся нецелесообразностью был убран зенитный пулемёт (поскольку скорости фронтовой авиации существенно выросли, и успешный обстрел летящего на большой скорости самолёта стал маловероятным, а вертолёты ещё опасности для танков не представляли).
Дальнейшая модификация танка — Т-64А (с 1968 года) — получила более толстую броню и пушку калибра 125 мм, что фактически изменило прежнюю классификацию танка. Новый танк сочетал в себе качества как среднего, так и тяжёлого танка, поэтому стал первым в мире основным танком. Модернизированный вариант этого танка под обозначением Т-64Б (1976 год) стал первым в мире основным танком с ракетно-пушечным вооружением.
Принципиально новый танковый дизельный двигатель 4ТПД был специально сконструирован в дизельном КБ завода № 75 под руководством А. Д. Чаромского. Идея использовать на перспективном танке оппозитный горизонтальный двигатель возникла у А. А. Морозова задолго до начала работ над «Объектом 430» (будущий Т-64), а официально работы над таким двигателем были начаты в 1946 году.

## Описание конструкции
Т-64А имеет классическую компоновку с размещением моторно-трансмиссионного отделения в кормовой, боевого — в средней, а отделения управления — в лобовой части машины. Внутренний забронированный объём танка — 10,3 м³, площадь лобового силуэта — 5,55 м².
Экипаж танка состоит из трёх человек: механика-водителя, наводчика-оператора и командира, который также выполняет функции заряжающего после расходования боевого запаса в механизме заряжания.
Силовая установка: двигатель 5ТД, позднее 5ТДФА. ПДП, двухвальный, пятицилиндровый, многотопливный, двухтактный турбопоршневой дизель, жидкостного охлаждения с непосредственным смесеобразованием, прямоточной бесклапанной продувкой, поршневым газораспределением, горизонтальным расположением цилиндров и двухсторонним отбором мощности.
Трансмиссия: механическая планетарная с гидросервоприводами управления.
Подвеска: торсионная, состоит из шести узлов подвески на борт. На первых, вторых и шестых узлах подвески установлены гидравлические телескопические амортизаторы двустороннего действия, а на первых, третьих, пятых и шестых — жёсткие упоры (справедливо для Т-64А основных серий). Опорные катки — с внутренней амортизацией из алюминиевого сплава. Гусеница с параллельным резинометаллическим шарниром. Серьёзным недостатком подвески Т-64 являлось соосное расположение торсионов длиной в половину ширины корпуса. В результате в отличие от большинства известных танков, где применена спаренная установка торсионов длиной в полную ширину корпуса, на укороченном вдвое торсионе при равном динамическом ходе катка на такой торсион возникает вдвое большая крутящая нагрузка, что резко снижает живучесть торсиона в условиях постоянной эксплуатации. Именно этот факт заставил конструкторов УВЗ, которым передали на доработку Т-64, вернуться к спаренной установке торсионов, которая и была возвращена на все советские и российские основные танки начиная с Т-72.
Был введён гидроусилитель для управления и водно-воздушный очиститель приборов. Ходовая часть была лишена нескольких механизмов, от двигателя момент силы передавался на ходовую часть напрямую через боковые коробки передач.
Преодолеваемый брод — 1,8 метра при высоте танка 2,19.
Установлено бульдозерное оборудование для самоокапывания. Зенитный пулемёт для борьбы с вертолётами управлялся командиром танка дистанционно.

### Вооружение
125-мм гладкоствольная пушка Д-81 (2А26, после 1979 г. — 2А46). Заряжание раздельное с частично сгорающей гильзой. Пушка оснащена механизмом заряжания (МЗ)6ЭЦ10. Механизм заряжания: гидромеханический с постоянным углом заряжания. Находится в специальной кабине, состыкованной с башней (конвейер), и башне. В его конвейере уложены 28 выстрелов раздельного заряжания: бронебойно-подкалиберные, кумулятивные и осколочно-фугасные. Остальные 9 — в отделении управления и в боевом.
Автомат заряжания более чем удвоил боевую скорострельность, которая достигла 10 выстрелов в минуту.
Спаренный с пушкой пулемёт ПКТ.

#### Применяемые боеприпасы основного вооружения
Применялось три типа снарядов: кумулятивный, осколочно-фугасный и бронебойный подкалиберный.
В середине 1970-х годов на вооружение Т-64Б принимается комплекс управляемого вооружения «Кобра». Управляемый снаряд с кумулятивной боевой частью размещался в «карусели» автомата заряжания, при этом снаряд был разделён — в лотке снаряда укладывалась головная часть (боевая часть + двигательный отсек), в лотке заряда — отсек управления + вышибной заряд. Механическое соединение снаряда (включая коммутацию электрических цепей) происходило автоматически в казённике пушки при выполнении цикла заряжания. Запуск производился через ствол пушки, в качестве вышибного заряда использовался алюминиевый поддон штатного выстрела, снаряжённый минимальным зарядом. Двигательная установка снаряда запускалась на расстоянии примерно 70 м от среза ствола.
Бронепробиваемость кумулятивного снаряда на Т-64А составляла 450 мм.

## Модификации

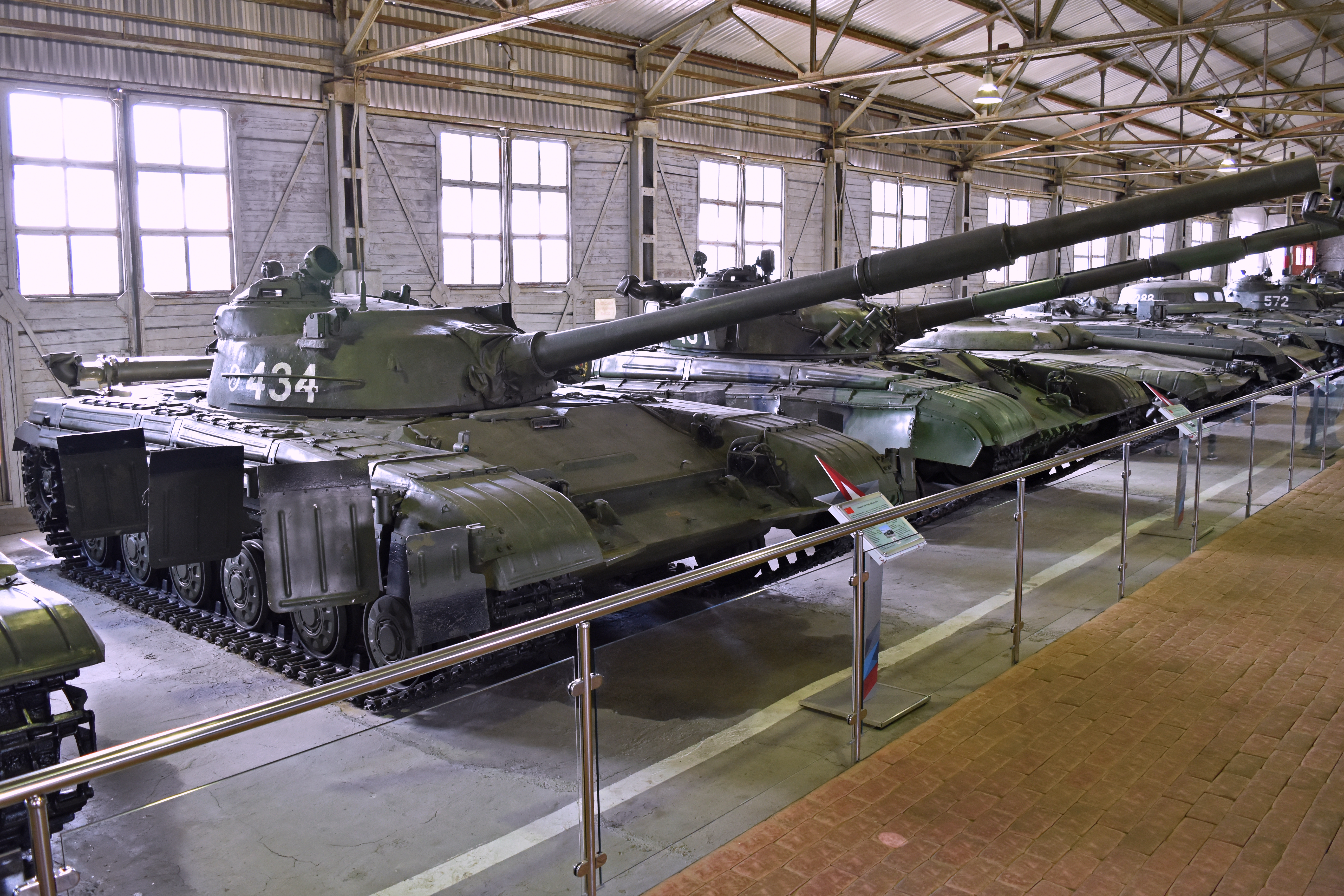
Т-64А с откидывающимися противокумулятивными экранами. 2017

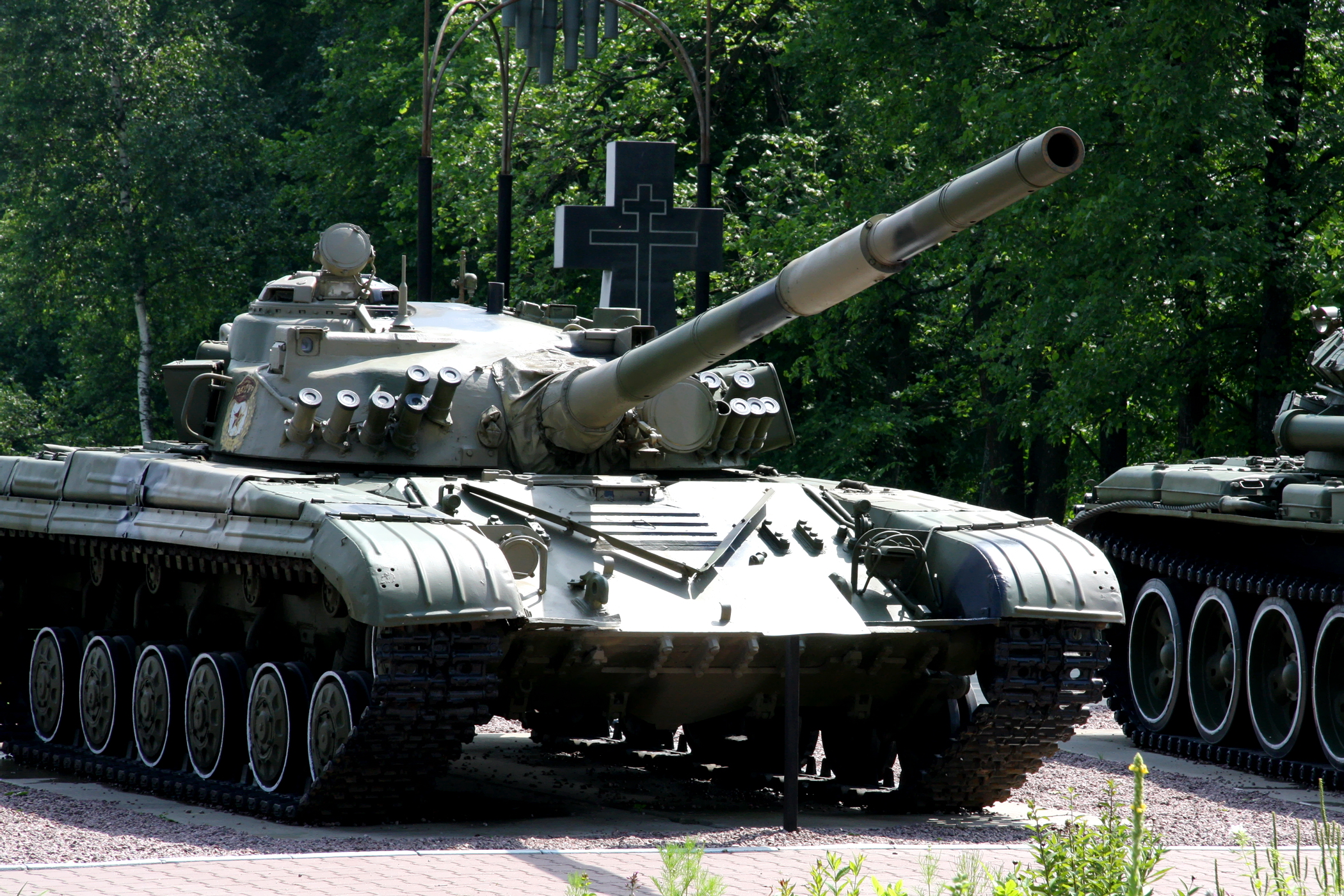
Т-64АК со вторым штырём антенны второй радиостанции перед командирской башенкой. 2008

Т-64А (1969 год) — модернизированный Т-64. Была установлена 125-мм гладкоствольная пушка 2А26, в дальнейшем с 1974 года стала устанавливаться модифицированная пушка Д-81ТМ (2А46-1), новая башня с корундовым наполнителем, новая система управления огнём, включающая в себя стереоскопический прицел-дальномер ТПД‑2‑49, имеющий стабилизацию поля зрения в вертикальной плоскости, и ночной прицел ТПН‑1‑49‑23, изменена конструкция механизма заряжания, установлен зенитный пулемёт с дистанционным управлением, установлен теплозащитный кожух ствола пушки, установлена новая система противопожарного оборудования, оборудование для самоокапывания, оборудование для навешивания минного трала КМТ-6, система для преодоления глубокого брода, система обеспечения работы двигателя в условиях высокогорья, система дорожной сигнализации. С 1984 по ОКР «Отражение» на ВЛД наваривалась дополнительная стальная плита толщиной 30 мм. Внешние отличия — несплошные подпружиненные бортовые экраны, в боевом положении раздвинуты в стороны, удерживаются тросиками, обеспечивают защиту бортов в секторах ± 0 — 30° от кумулятивных снарядов и ракет и ходовой части от осколочно-фугасных снарядов и ракет, в походное положение прижимаются к бортам экипажем и фиксируются задвижками; с правой стороны на башне кожух трубы стереоскопического дальномера с окном на конце.
Т-64АК (1973 год) — командирский танк (командирские танки отличаются установкой дополнительной радиостанции КВ-диапазона, оснащённой съёмной антенной, навигационной аппаратуры и вспомогательного агрегата для подзарядки АКБ). Внешнее отличие — кронштейн для установки второй антенны радиостанции на башне, отсутствует ЗПУ.
Т-64Б (1976 год) — новая модификация, развитие Т-64А. Основные отличия: комплекс управляемого вооружения 9М112 «Кобра», для которого орудие модифицировано (2А46-2) с добавлением возможности пуска ПТУР из канала ствола, новая система управления огнём 1А33-1 с прицелом-дальномером-прибором слежения 1Г42 со встроенным лазерным (квантовым) дальномером с высокой точностью определения дальности до цели и системой определения поправки на боковое движение цели и с электронным баллистическим вычислителем с автоматическим вычислением поправок для стрельбы, система защиты от напалма, система пуска дымовых гранат «Туча», сплошные бортовые экраны, также увеличен динамический ход опорных катков. С 1984 по ОКР «Отражение» на ВЛД наваривалась дополнительная стальная плита толщиной 30 мм. Внешние отличия — отсутствие кожуха трубы стереоскопического дальномера с правой стороны башни, сплошные бортовые экраны и датчик бокового ветра в задней части крыши башни.
Т-55-64 — основной боевой танк, гибрид с шасси от Т-64 и башней от Т-55. В 2007 году Харьковский бронетанковый ремонтный завод изготовил один образец танка Т-55-64 и провёл его испытания. На испытаниях было отмечено, что новый танк обладает более высокой скоростью, надёжной защитой, манёвренностью, простым обслуживанием и легко ремонтируется.

## Специальные машины на базе Т-64
- ПТС-2 — плавающий транспортёр
- БАТ-2 — путепрокладчик на базе тягача МТ-Т
- МДК-3 — роторный траншейный экскаватор
- МТ-Т — тяжёлый многоцелевой гусеничный транспортёр-тягач
- БМПВ-64 — тяжёлая БМП на базе шасси танка Т-64. Выпущена Харьковским БТРЗ.
- УМР-64 — тяжёлый бронетранспортёр того же завода на базе Т-64
- ГПМ-64 — гусеничная пожарная машина на основе Т-64
- БМР-64 — бронированная машина разминирования на базе танка Т-64А.[17]
- ХТВ-64 — ходовой тренажёр вождения (вместо башни и вооружения установлена рубка с макетом пушки).

Помимо военного варианта, БРЭМ-64, был разработан «гражданский» вариант БРЭМ без установки вооружения и системы защиты от ОМП.

## Изображения

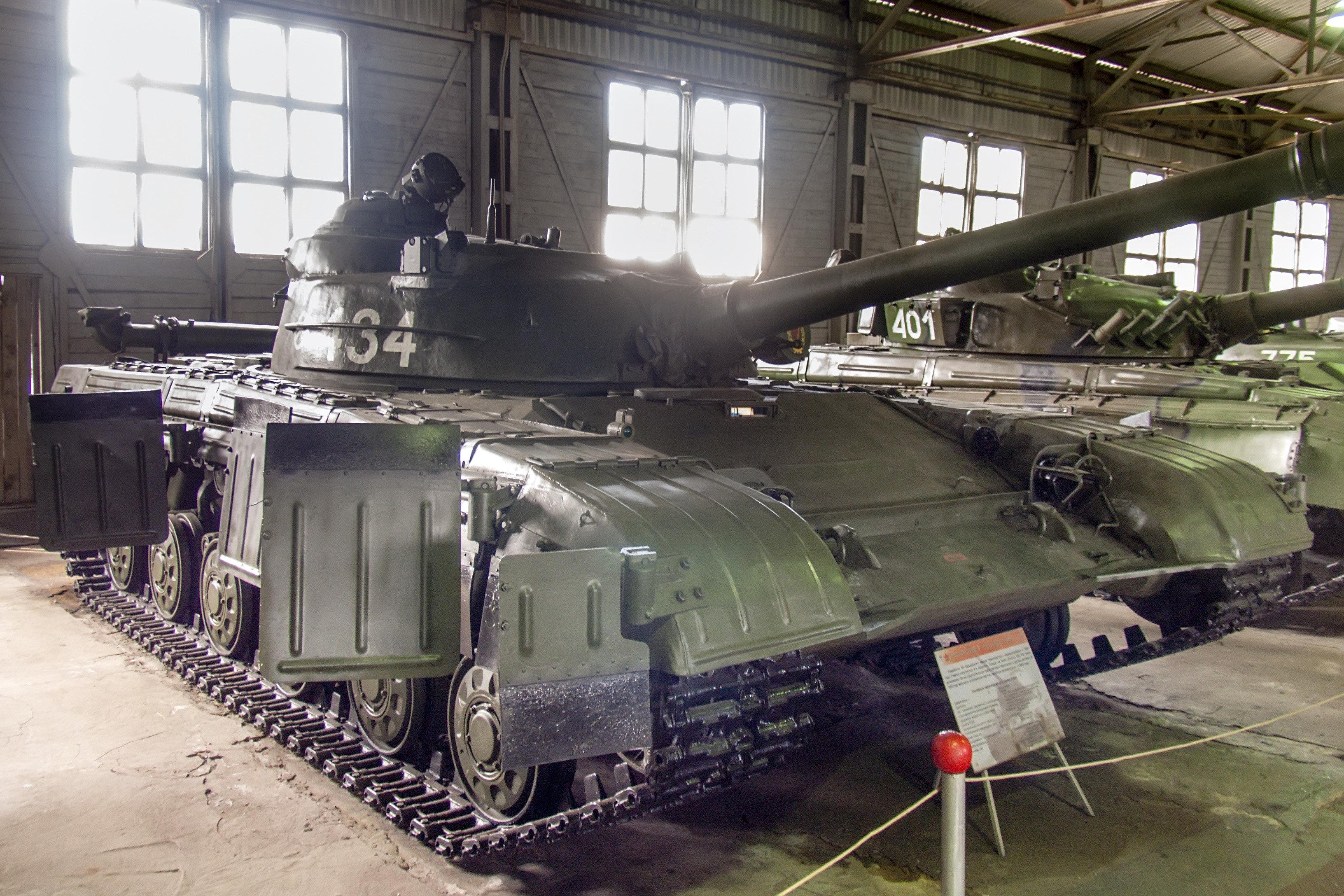
Т-64А с несплошными экранами в боевом положении (кроме третьего)
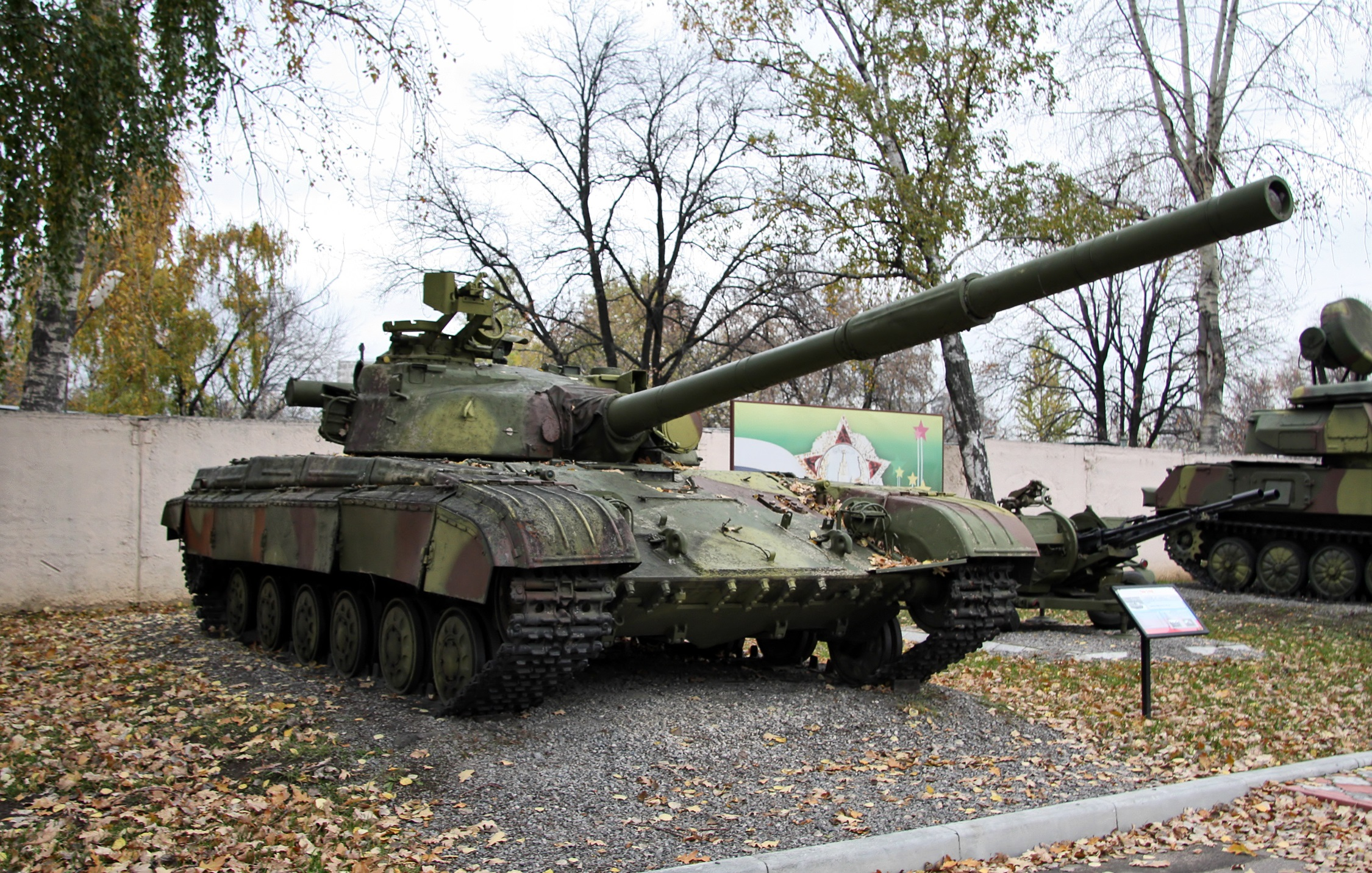
Т-64А со сплошными экранами после капитального ремонта и модернизации
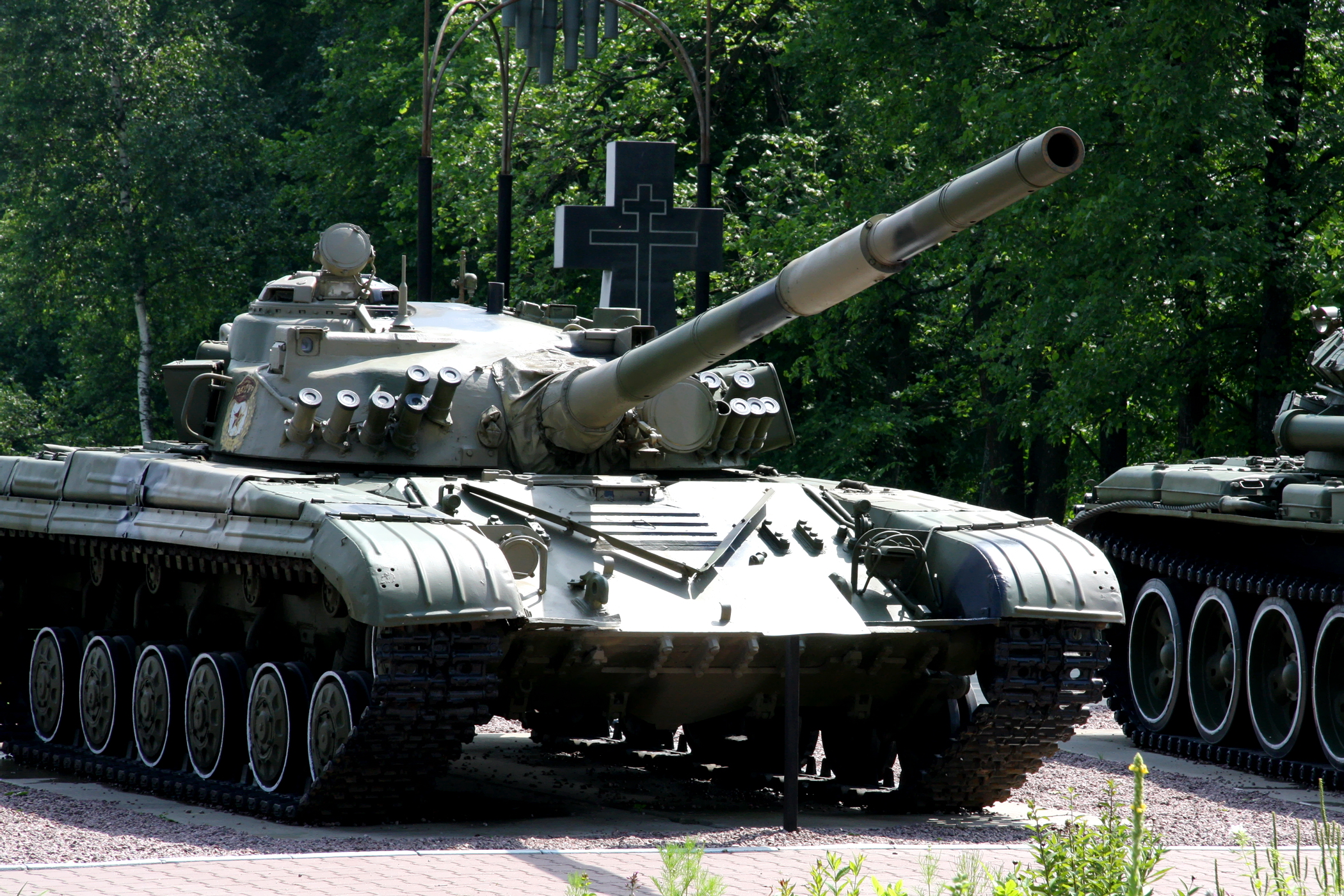
T-64AK. Перед командирской башенкой - ввод второй антенны
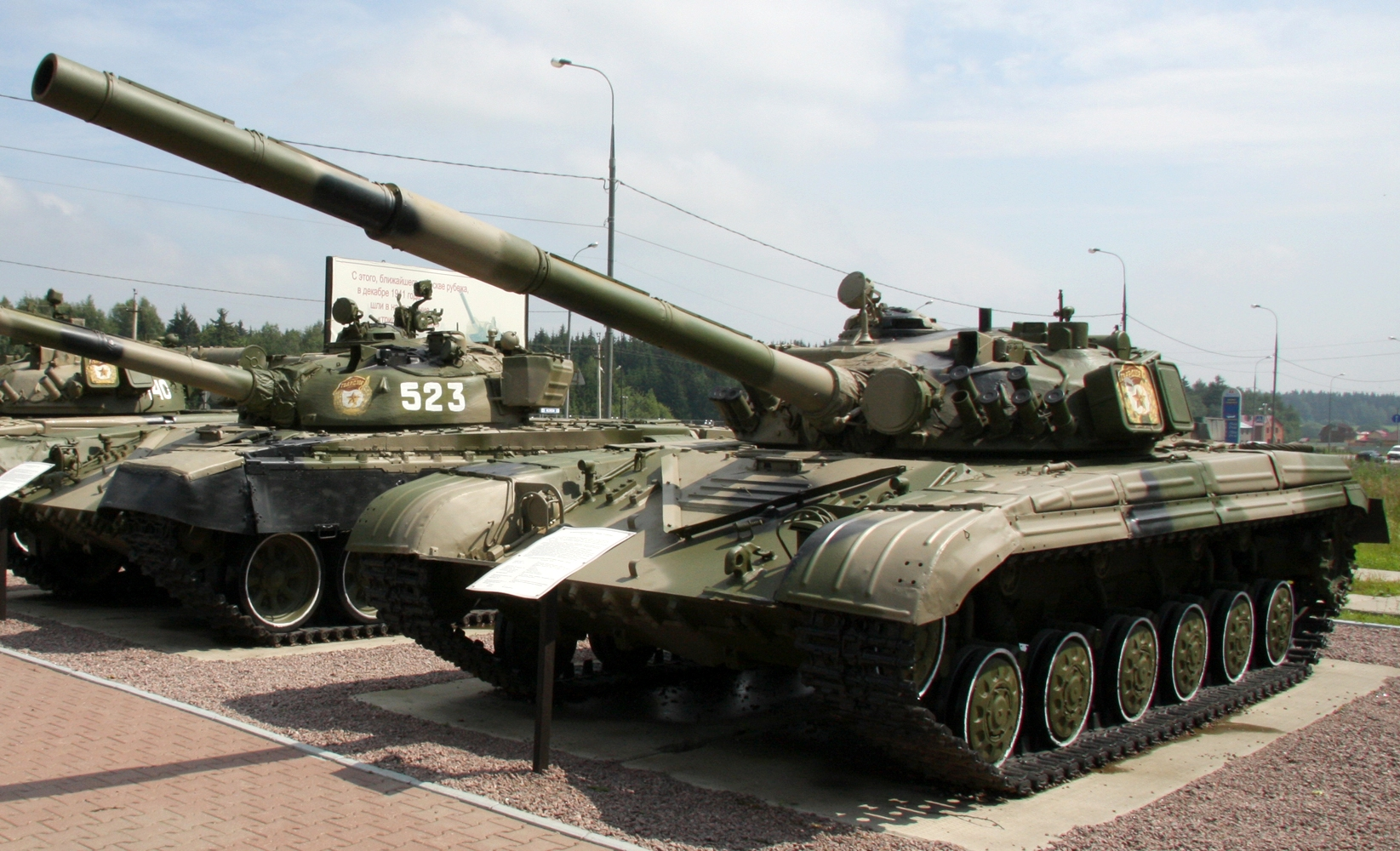
Т-64АК. Штырь первой антенны слабо виден за люком наводчика

## Операторы

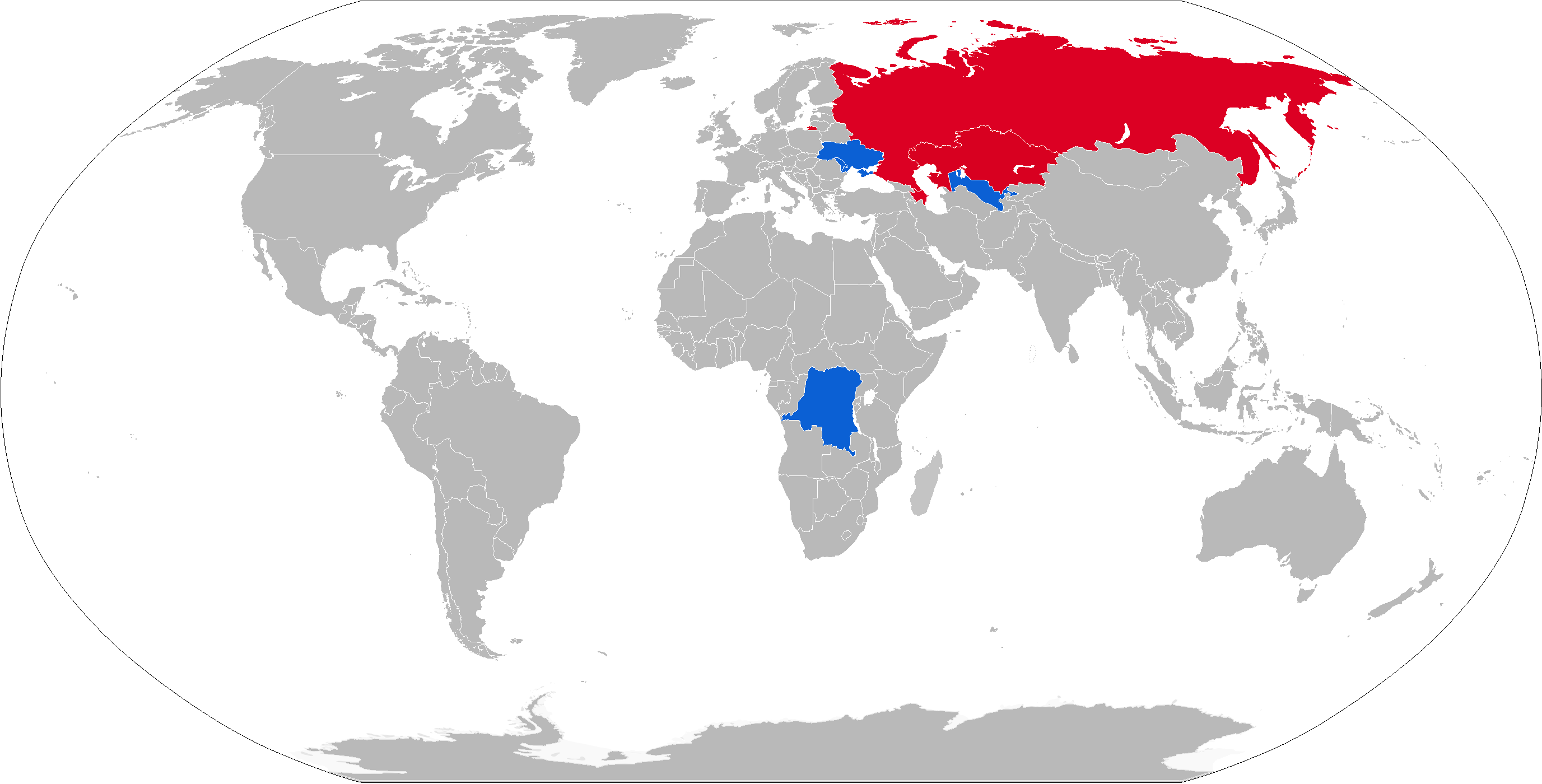
Операторы танков Т-64 на 2020 год Красным обозначений бывшие операторы Синим обозначений нынешние операторы

### Современные операторы
- Демократическая Республика Конго — 25 Т-64БВ-1 по состоянию на 2025 год[18]
- Россия: 50 Т-64А/БВ на вооружении и некоторое количество на хранении по состоянию на 2025 год[19]
- Украина
  - Сухопутные войска Украины: более 250 Т-64БВ и Т-64БМ на вооружении, по состоянию на 2025 год[20]
  - Морская пехота Украины: имеются Т-64БВ на вооружении, по состоянию на 2025 год[21]
  - Национальная гвардия Украины: имеются Т-64БВ и Т-64Б1М на вооружении, по состоянию на 2025 год[22]
- Узбекистан — 100 Т-64Б и Т-64БВ на вооружении, по состоянию на 2025 год[23]

### Бывшие операторы
- Азербайджан — 100 Т-62 и Т-64, списаны в 2009 году[24]
- Казахстан — около 50 Т-64, списаны в 2011 году[25]
- ДНР и  ЛНР — некоторое количество Т-64Б, Т-64БВ и Т-64БМ, по состоянию на 2021 год[26].
- Приднестровье — 18 Т-64, по состоянию на 2014 год[27].

## Служба и боевое применение

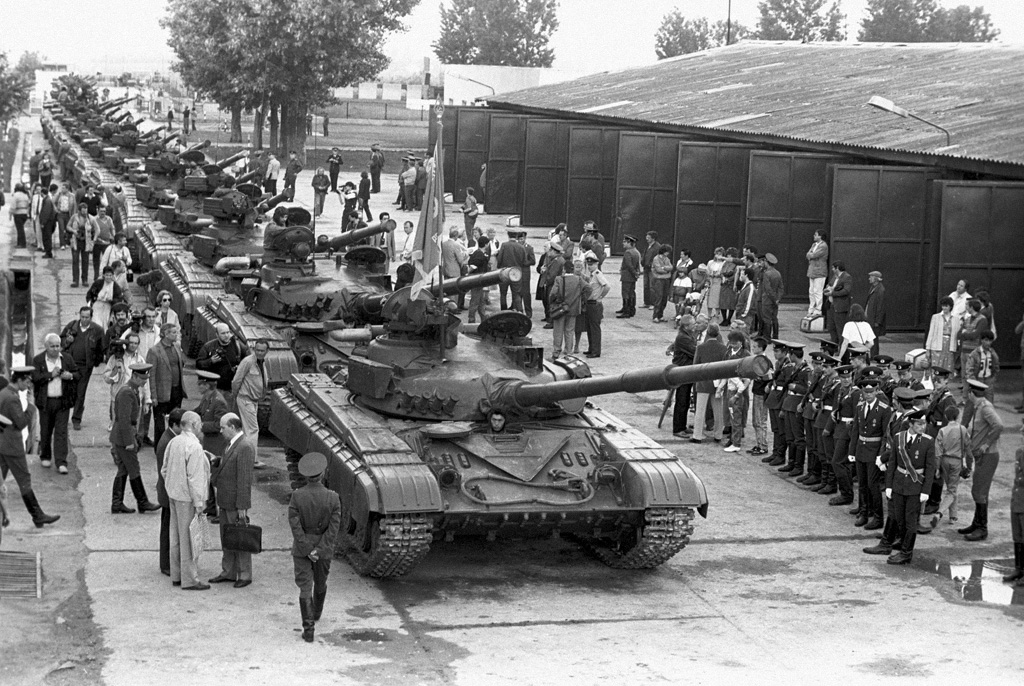
Вывод из ВНР 1.7.90

1. Афганская война (1979—1989) — в январе 1980 года некоторое количество поступило на вооружение 40-й армии, однако, вследствие неудовлетворительной работы двигателя в условиях высокогорья вскоре были сняты с вооружения[28]
2. Российско-украинская война — используется обеими сторонами[29][30][31][32][33]. На 17 апреля 2024 года, по данным сайта Oryx, ВС РФ потеряли не менее 3 Т-64А[34].

## Оценка машины
В танк Т-64А ещё с момента создания «объекта 430» была заложена основная идея — меньшая масса и минимальный внутренний объём. Она и привела к бесперспективности этого танка, так как двигатель, ходовая часть и другие узлы и механизмы работали на пределе своих возможностей, не имея запаса прочности. Тяжело было и экипажу из-за кабинной укладки выстрелов.
— Карцев Л. Н. «Воспоминания Главного конструктора танков»

Ходовая часть «434» для перспективы и модернизации неприемлема, разрабатывать машину на этом шасси нельзя.
— Соич О. В., директор ХЗТМ

На танке Т-72 есть резерв развития веса. На Т-64А этого нет, особенно по ходовой части…
— Потёмкин Э. К., директор ВНИИ-100

При такой конструкции механик-водитель был изолирован от командира и наводчика, а пороховые заряды артиллерийских выстрелов в сгорающих гильзах располагались вертикально по периметру боевого отделения. Это была в прямом смысле слова «пороховая бочка». Наряду с этим, такая конструкция отличалась излишней сложностью и была нетехнологична. Меня удивило, что Морозов согласился с таким решением. Был ещё один вопрос. Набутовский, в погоне за снижением веса, заменил дублирующий ручной механический подъёмный механизм пушки на гидравлический, подключив его к гидравлической системе стабилизатора пушки в вертикальной плоскости. Это оригинальное и красивое, с точки зрения экономии веса и внутренних объёмов боевого отделения, конструкторское решение не выдерживало никакой критики с точки зрения особых требований по надёжности к дублирующим приводам наведения. Весь смысл дублирующих приводов наведения пушки заключался в том, чтобы в условиях боя, когда в танке откажут и гидравлика, и электрика, но ещё сохранит некоторую боеспособность экипаж, наводчик смог, используя только свою мускульную силу и механические приводы наведения, вести огонь из пушки. В этом плане гидравлический ручной подъёмный механизм пушки противоречил здравому смыслу.
— Костенко Ю. П. о конструкции Т-64, после командировки в КБ завода им. Малышева
По мнению российского военного эксперта Михаила Барятинского, к реализованным проектам танка предельных параметров можно отнести советский Т-64А, разработка которого включала в себя решение целого комплекса нетривиальных задач. Однако созданная машина оказалась настолько дорогой и сложной, что естественным шагом было её упрощение и переработка в массовую версию, танк второго эшелона: основной боевой танк Т-72.

### Взгляд со стороны вероятного противника
В журнале Armor за март — апрель 1990 года капитан Джеймс Уорфорд в статье «Оценка советского танка Т-64» сделал такие выводы о значении принятия на вооружение Советской армии ВС СССР танков Т-64:

Мы до сих пор ощущаем то, как развёртывание Т-64 повлияло на НАТО. Как только стали известны возможности нового танка, западные армии запустили программы ускоренной разработки и развёртывания оружия противодействия Т-64. Эти усилия не просто продолжались несколько лет, но и усилились с появлением в 1984 году Т-64, оснащённых реактивной бронёй …
Если бы Т-64 вступил в бой неожиданно [для сил НАТО], — так, как вступили в бой Т-34/76 Второй мировой войны, — экипажам НАТО пришлось бы столкнуться с действительно новаторским, до того неизвестным оружием. Танкисты НАТО доблестно сражались бы на своих, худших, танках — с мрачным для них исходом … Развёртывание Т-34/76 было первым прецедентом, когда Советская Армия застала противника врасплох, выставив на поле боя новый, новаторский танк. Во второй раз это произошло с Т-64. Если бы Т-64 пошёл в бой против танков НАТО 1960-х и 1970-х годов, он бы наверняка захватил превосходство на поле боя. И хотя развёртывание Т-64 было направлено на тогдашних вероятных противников СССР [в мирное, а не военное время], его последствия были несоизмеримо бо́льшими и они ощущаются по сей день. Развёртывание FST-2 может стать третьим таким эпизодом, и Советы вновь ошеломят своих противников техническим превосходством. Мы обязаны изучить эту угрозу, предпринять ответные действия и разбить её до того, как она получит шанс на внезапный разгром её противников на будущих полях будущей войны … FST-2, как и Т-64, может стать танком, который сможет выиграть следующую войну.
Оригинальный текст (англ.) We can still see today the impact the T-64’s fielding on NATO. As soon as the capabilities of this new tank became known, the Western armies initiated crash programs to develop and field weapons to counter it. This effort has not only continued over the years, but has increased in intensity with the appearance of T-64s fitted with reactive armor in 1984. Had the T-64 come as a surprise in combat, as did the T-34/76 of World War 11, NATO tank crews would have been faced by a truly innovative and previously secret weapon. These same NATO tankers might have fought valiantly from their inferior tanks with gloomy results … The historic appearance of the T-34/76 seems to mark only the first example of the Soviet Army suprising its enemies with a new and very innovative tank. This capability was seen a second time with the fielding of the T-64. Had the T-64 gone into battle against the NATO tanks of the '60s and 7OS, it would have certainly ruled the battlefield. Although the fielding of the T-64 was directed at only the potential enemies of the Soviet Army, it’s impact was even more dramatic and is still being felt today. The fielding of the FST-2 may represent the third time the Soviets have been able to surprise their adversaries by fielding a technically superior tank. We must identify this new threat, counter and beat it, before it is allowed to surprise and defeat its potential adversaries on some battlefield of the future … Like the T-64, the FST-2 may be the tank that can win the next war.
 
Британский генерал Джон Хекетт, командующий Северной армейской группой НАТО в 1965—1968 годах, так описывал этот танк к своей книге «Третья Мировая война: нерасказанная история»:

… Производившийся в Харькове, на Украине, Т-64 был оснащен мощной 125-мм гладкоствольной пушкой с автоматом заряжания и мог выпустить восемь снарядов в минуту на дистанцию до 2000 метров. Он имел экипаж в три человека, улучшенную броню, новый 780 л. с. двигатель, передовые приборы ночного видения и (подобно «Чифтену») лазерный дальномер. Однако, этот танк не пользовался большой популярностью у танкистов. Они находили его ненадёжным. С него часто слетали гусеницы. По сути, он создавался в спешке как ответ на перспективный американский танк MBT-70, так и не принятый на вооружение.

### Критика
Танк имеет высокую сложность в производстве и обслуживании. Нестандартный двигатель имеет конструкцию, незнакомую неспециализированным механикам. К примеру, в двигателе совсем отсутствуют клапаны и ряд других привычных деталей, которые обычно используются в дизельных или бензиновых моторах. Одновременно в одном цилиндре находится пара поршней, т.е. для двигателя 6ТД выходит 6 цилиндров и 12 поршней, а сами поршни имеют боковой впрыск и выпуск, двигатель сложно настроить обычным механикам без специальной подготовки. Ввиду того, что двигатель двухтактный, он расходует больше воздуха, что, с одной стороны, позволяет лучше охлаждать двигатель и работать в условиях высокогорья, а, с другой стороны, вызывает необходимость чаще менять воздушные фильтры. Также эта особенность позволяет снизить температуру выхлопа и снизить видимость танка в тепловизоры.
Подвеска танка Т-64 была создана изначально весьма облегчённой, ввиду ограничений, предъявленной в документации ТЗ как к среднему танку до 38 тонн. Подвеска хорошо себя показала при своём весе танка и имеет хорошие показатели проходимости, траки имеют технологические отверстия для отведения воды и при езде по грязи жидкая часть быстрее отводится, а траки надёжнее опираются на более твёрдый грунт. Однако с каждой дальнейшей модернизацией масса машины увеличивается, из-за чего подвеска перегружается и требует более профессионального обращения.

## Памятники и сохранившиеся экземпляры
| Тип   | Местонахождение                                                             | Изображение |
| ----- | --------------------------------------------------------------------------- | ----------- |
| Т-64А | Павловский Посад, постамент (установлен в 2004 году), Россия                |             |
| Т-64А | г. Рыбинск, в д. Сретенье установлен Т-64А                                  |             |
| Т-64А | Площадь Памяти г. Новый Уренгой, Россия                                     |             |
| Т-64А | г. Минск, Белоруссия. Т-64А установлен на территории музея Военной Академии |             |
| Т-64А | Музейный комплекс УГМК, Верхняя Пышма, Свердловская область                 |             |

## В моделизме
Сборные модели танка Т-64 в масштабе 1:35 выпускает украинская фирма «Скиф», в модификациях Т-64А, Т-64Б, Т-64ВВ, Т-64АК, Т-64БМ2 «Булат».
Также модели танка в этом масштабе выпускает китайская фирма «Trumpeter», в модификациях Т-64 (образца 1972), Т-64А (образцов 1975 и 1981 годов), Т-64Б (образцов 1975 и 1981 годов); в 2014 году в продажу поступила модификация Т-64БВ.

## В компьютерных играх
Т-64 можно увидеть в следующих играх:
- «Armored Warfare: Проект Армата» (представлены модификации 1969, 1976 годов и версия АВ).
- «War Thunder» (представлены модификации Т-64А, Т-64Б и Т-64БВ (модернизация Т-64Б, путём исследуемой модернизации с установкой комплекса динамической защиты «Контакт-1»).
- Серия игр «Wargame» (Т-64А, Т-64Б, Т-64Б1, Т-64БВ, Т-64БВ1, Т-64БМ)
- Серия игр «S.T.A.L.K.E.R» (в декоративном виде)
- Присутствует в лице 1-й модификации в модификации «Cold War» игры В тылу врага: Штурм 2
- Присутствует в лице 1-й модификации в модификации «Nobody except Us 2» игры В тылу врага: Штурм 2
- В игре Warno присутствуют следующие модификации: Т-64Б, Т-64БВ, Т-64Б1, Т-64БК, Т-64Б1В, Т-64БВК.